# Titanat de zirconat de plom

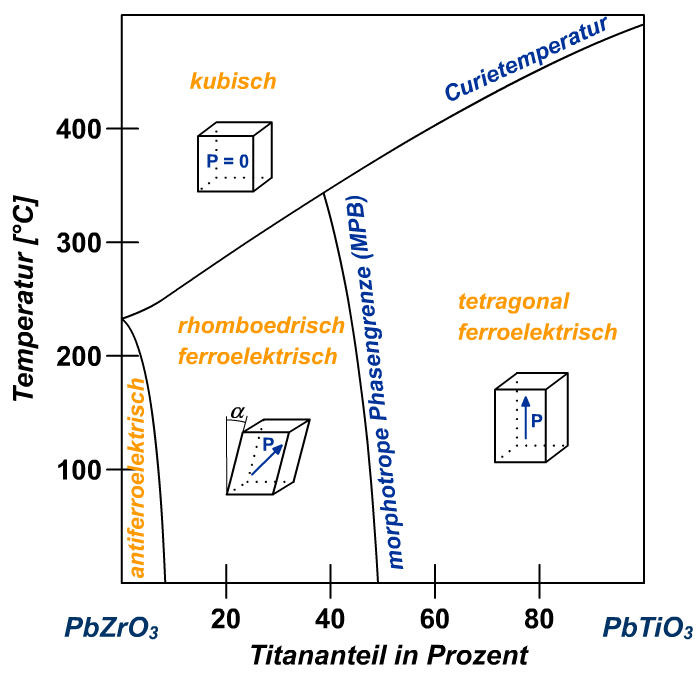
Diagrama de fases de PZT en funció de la temperatura i la relació de mescla. on P és el vector de polarització dielèctrica (polarització espontània).

El titanat de zirconat de plom és un compost inorgànic amb la fórmula química (0≤ x ≤1), comunament abreujat com PZT. També anomenat titanat de zirconi de plom, és un material ceràmic de perovskita que mostra un marcat efecte piezoelèctric, el que significa que el compost canvia de forma quan s'aplica un camp elèctric. S'utilitza en una sèrie d'aplicacions pràctiques com transductors ultrasònics i ressonadors piezoelèctrics. És un sòlid blanc a blanquinós.
El titanat de zirconi de plom es va desenvolupar per primera vegada al voltant de 1952 a l'Institut Tecnològic de Tòquio. En comparació amb el titanat de bari, un material piezoelèctric basat en òxid metàl·lic descobert anteriorment, el titanat de zirconi de plom presenta una major sensibilitat i té una temperatura de funcionament més alta. Les ceràmiques piezoelèctriques es trien per a aplicacions a causa de la seva força física, inercia química i el seu cost de fabricació relativament baix. La ceràmica PZT és la ceràmica piezoelèctrica més utilitzada perquè té una sensibilitat encara més gran i una temperatura de funcionament més alta que altres ceràmiques piezoelèctriques. Recentment, hi ha hagut una gran empenta per trobar alternatives al PZT a causa de les legislacions de molts països que restringeixen l'ús d'aliatges i compostos de plom en productes comercials.
En ser piroelèctric, aquest material desenvolupa una diferència de voltatge en dues de les seves cares sota condicions de temperatura canviants; en conseqüència, el titanat de zirconat de plom es pot utilitzar com a sensor de calor. El titanat de zirconat de plom també és ferroelèctric, la qual cosa significa que té una polarització elèctrica espontània (dipol elèctric) que es pot invertir en presència d'un camp elèctric.
El material presenta una permitivitat relativa extremadament gran al límit de la fase morfotròpica (MPB) prop de x = 0,52.
Algunes formulacions són òhmiques fins a almenys 250 kV/cm (25 MV/m), després del qual el corrent creix exponencialment amb la força del camp abans d'arribar a la ruptura d'allau; però el titanat de zirconat de plom presenta una ruptura dielèctrica depenent del temps: la ruptura es pot produir sota tensió de tensió constant després de minuts o hores, depenent de la tensió i la temperatura, de manera que la seva rigidesa dielèctrica depèn de l'escala de temps sobre la qual es mesura. Altres formulacions tenen rigideses dielèctriques mesurades en el 8–16 MV/mInterval 8–16 MV/m.
El titanat de zirconat de plom s'utilitza per fabricar transductors d'ultrasons i altres sensors i actuadors, així com condensadors ceràmics d'alt valor i xips FRAM. El titanat de zirconat de plom també s'utilitza en la fabricació de ressonadors ceràmics per a la temporització de referència en circuits electrònics. Les ulleres anti-flash amb PLZT protegeixen la tripulació de les cremades i la ceguesa en cas d'explosió nuclear. Les lents PLZT podrien tornar-se opaques en menys de 150 microsegons.